# Источни Ву
Источни Ву (кинески:wiktionary:东吴), такође познат као Сун Ву (кинески:wiktionary:孙吴) је држава која је постојала на југоистоку Кине у 3. веку, односно једно од Три краљевства настало након колапса династије Хан и распада земље. Настало је у Јангнану (делта Јангцекјанга), а главни градови су му били Јанканг (建業), данашњи Нанкинг, односно неко време Вучанг (武昌, у модерном Ечоуу у провинцији Хубеј). Држава је име добила по регији Ву, подручју јужно од реке Јангце којим је у доба краја династије Хан владао господар рата Сун Ћијен, који је био номинално подређен цару Лију Чану, који је у ствари био марионета северног господара рата Цао Цаоа. Сун Ћијен је испочетка био задовољан својим статусом регионалног велможе; међутим, након што је Цао Цаов син Цао Пи себе прогласио новим царем и тако створио државу Цао Веј, а исто учинио и Лију Беи, владар државе Шу Хан на југозападу Кине, године 229. је и Сун Ћијен следио њихов пример и прогласио нову царску династију Ву. У следећих неколико деценија је Источни Ву уживала релативан мир и просперитет, у њој се почео стварати посебан културни идентитет који ће допринети подели Кине на Северну и Јужну у каснијим периодима. Држава Ву се као самостални ентитет успела одржати најдуже од сва Три краљевства - године 280. је покорио Сима Јан, владар северне династије Ђин и тако поновно ујединио Кину у јединствену политичку целину.

### Династија Сун Ву
| Постхумно име                      | Храмовно име        | Лично име                   | Владарско име | Период владавине                             |
| ---------------------------------- | ------------------- | --------------------------- | --- | -------------------------------------------- |
| Конвенција за навођење: Лично име. |                     |                             | |                                              |
| Цар Да 大皇帝 (Dà huángdì)         | Таи-цу 太祖 (Tàizǔ) | Сун Ћијен 孙权 (Sūn Quán)   | Хуанг-ву (黄武) Хуанг-лунг (黄龙) Ђија-х’ (嘉禾) Ч’-ву (赤乌) Таи-јуен (太元) Шен-фенг (神凤)                                        | 222-229 -231 -238 -251 -252 .                |
| Цар Феи 废皇帝 (Fèi huángdì)       | нема                | Сун Лијанг 孫亮 (Sūn Liàng) | Ђијен-сјинг (建兴) Ву-фенг (五凤) Таи-пинг (太平)                                                                                    | 252-253 -256 -258.                           |
| Цар Ђинг 景皇帝 (Jǐng huángdì)     | нема                | Сун Сју 孫休 (Sūn Xiū)      | Јунг-ан (永安) | 258-264.                                     |
| Цар Мо 末帝 (Mòdì)                 | нема                | Сун Хао 孙皓 (Sūn Hào)      | Јуен-сјинг (元兴) Ган-лу (甘露) Бао-динг (宝鼎) Ђијен-хенг (建衡) Фенг-хуанг (凤凰) Тијен-ц’ (天册) Тијен-сји (天玺) Тијен-ђи (天纪) | 264-265 -266 -269 -271 272-274 -276 277-280. |